# 張應揚
張應揚（？—1600年），字仲言，號賓廷，直隸徽州府休寧縣人，民籍，明朝政治人物。

## 生平
萬曆十年（1582年）壬午科應天府鄉試第九十名，萬曆十一年（1583年）聯捷癸未科會試第四十五名，登三甲第五十一名進士。禮部觀政，本年授浙江兰溪县知县，十七年行取，选授貴州道御史，十八年巡视通州倉，二十一年巡按山東，未任丁憂，二十四年補雲南道御史，巡按雲南，二十七年巡按福建，二十八年卒。

## 家族
曾祖張珪；祖父張宗鰲；父張宣。嫡母吳氏；生母倪氏。